# Miguel Echeveste Arrieta
Miguel Echeveste Arrieta (Lesaca, 27 de noviembre de 1893–Pamplona, 26 de enero de 1962), fue un organista y compositor español de origen navarro.

## Vida
Miguel Echeveste  nació el 27 de noviembre de 1893 en la localidad navarra de Lesaca. Comenzó sus estudios de música en Lesaca, junto al organista del pueblo. Pronto descubriría su gran vocación hacia la música, por lo que, con 19 años, estudió piano en Irún con Ramón Garmendia y comenzó a ofrecer sus primeras actuaciones. Posteriormente, gracias a una ayuda económica de la Diputación de Navarra, pudo ampliar sus estudios en armonía y piano en el Real Conservatorio de Madrid, en el año 1915. En la gran ciudad conoció a Bernardo Gabiola, un catedrático de órgano que ayudó a Echeveste a convertirse en un organista excelente. Plantón, Custodia (2005). Músicos navarros. Pamplona: Editorial Mintzoa, S.L. p. 229-231. ISBN 84-85891-99-6.</ref>
Así, comenzó a ser contratado por diferentes entidades, tales como el mismo conservatorio donde estudió, la Cripta de la Almudena y la Real Basílica de San Francisco el Grande. Poco a poco, gracias a las excepcionales críticas que recibía, se fue convirtiendo en un músico de gran relevancia. 
En el año 1919 se trasladó a la capital francesa, donde pudo demostrar sus aptitudes ante organistas famosos como Charles-Marie Widor. Sus recitales fueron elogiados por el público y la crítica francesa. Su nombre siguió expandiéndose por Europa, llegando a ofrecer actuaciones en Bélgica, Holanda… También ofreció varios recitales en diferentes Iglesias de España, siempre logrando críticas favorables por parte de la audiencia. 
Años más tarde, regresó a Navarra para comenzar su andadura como profesor en la Escuela Municipal de Música de Pamplona, del cual llegó a ser director en 1941. Durante su estancia en la capital navarra también llegó a impulsar la Orquesta Santa Cecilia de Pamplona. 
Desgraciadamente, casi toda su obra está dispersa o perdida. Se conserva tan solo una obra suya impresa, un Magnificat para órgano de muy complicada ejecución y con grandioso final.
Murió el 26 de enero de 1962 en la capital navarra.